# 海江田平治
海江田 平治（かいえだ / かえだ へいじ、1852年7月26日（嘉永5年6月10日） - 1913年（大正2年）7月22日）は、明治時代の政治家。貴族院多額納税者議員。

## 経歴
廻船問屋「かねひら」の当主海江田平右衛門の長男として薩摩鹿児島藩領日置郡市来郷湊村東町（西市来村、市来町を経て現いちき串木野市）に生まれる。家督を継いだ後、1895年（明治28年）西市来村の第3代村長に就任した。商家の子弟教育のための共立学舎の創設に尽力した。
1897年（明治30年）鹿児島県多額納税者として貴族院議員に互選され、同年9月29日から1904年（明治37年）9月28日まで在任した。

## 親族
- 長男：海江田準一郎（貴族院多額納税者議員、衆議院議員）